# 26-та артилерійська дивізія (Україна)
26-та артилерійська дивізія (26 АД) — військове з'єднання артилерійських військ у Збройних силах України, що існувало у 1992―2004 роках. Входила до складу Західного оперативного командування. Дивізія у 2002 р. визнана найкращою серед усіх військових з'єднань Збройних Сил України

## Історія
Від січня 1992 року 26-та артилерійська дивізія Радянської армії перейшла під юрисдикцію України.
До складу дивізії входила 188-ма артилерійська бригада великої потужності, яка дислокувалась на Житомирщині.
У кінці 1997 р. до складу дивізії передали ще одну частину — 1457 роап.

## Структура

### 2001
- управління, А???? (в/ч ?????), м. Тернопіль
- 337-ма реактивна артилерійська бригада, в/ч А1108, м. Дрогобич
- 196-та артилерійська бригада, в/ч А1769, м. Тернопіль
- 361-ша протитанкова артилерійська бригада, в/ч А1753, м. Кам'янка-Бузька
- 1457-й розвідувальний артилерійський полк, в/ч А0838, м. Тернопіль

## Командири
- (1994—1998) полковник/генерал-майор Дісяк Павло Пилипович[1]
- (1998—2002) полковник Ткачук Павло Петрович
- (1996—2002) начальник медичної служби дивізії майор/підполковник медичної служби Гайда Іван Михайлович